# Imigração brasileira no México
Existe uma pequena diáspora brasileira no México. Embora os primeiros imigrantes de língua portuguesa no México foram os portugueses, os brasileiros hoje são a maior comunidade lusófona que residem no país. Os brasileiros residentes no México são principalmente empresários, comerciantes, modelos, escoltas, atletas, estudantes, acadêmicos e cientistas. Há grandes comunidades brasileiras na Cidade do México, Guadalajara, Monterrey, Puebla e Ensenada. Existe também uma presença brasileira em Riviera Maya. Esta comunidade em 2009 era formada por 4 532 pessoas.

## Cultura brasileira no México
Fizeram eventos culturais patrocinados pela Embaixada do Brasil e pelas associações brasileiras no México e por alguns governos distritais desta cidade, entre eles, eventos culturais e esportivos.
O centro cultural Brasil-México é a instituição brasileira mais renomada para a aprendizagem da língua portuguesa na Cidade do México, bem como outros laços culturais entre os dois países.

## Brasilo-mexicanos notáveis

### Brasileiros residentes no México
- Eder Pacheco, futebolista, residente desde 2007.
- Leia Scheinvar, botânica
- Guy Ecker, ator
- Félix Bernardelli, pintor

### Mexicanos de ascendência brasileira
- Jaime Camil, ator
- Leia Scheinvar, botânica
- Éder dos Santos, futebolista
- Giovani dos Santos, futebolista
- Jonathan dos Santos, futebolista
- Luis Roberto Alves, futebolista